# 火車切広光

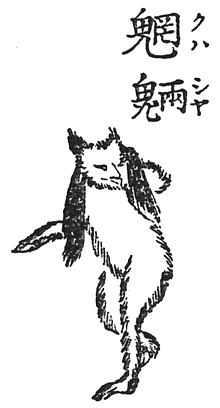
茅原虚斎『茅窓漫録』より「魍魎（クハシヤ）」

火車切広光（かしゃぎりひろみつ）は、南北朝時代に作られたとされる日本刀（脇差）である。日本の重要美術品に認定されており、静岡県三島市にある佐野美術館が所蔵する。

## 概要
本作は南北朝時代に相模国を中心に活躍した相州広光によって造られた脇差である。広光は正宗の門下だったとも貞宗（正宗の子）の門下であったとされている。主な作例では大倶利伽羅広光が最も有名であるが、太刀の在銘作は1振のみで他の作刀は平造（ひらつくり、鎬がない平面的な造り）の小脇差が多数を占めている。地鉄（じがね）は板目が肌立ち、地中の働きは地沸がついて地景が際立つとされる。刃文は中直刃（ちゅうすぐは）もあるが、大乱れで激しくなり皆焼（ひたつら）になる。刀身全身に焼きが入る皆焼は広光が生み出したとされており、本作は特に皆焼が華麗な作品とされている。
火車切広光という名前の由来は明らかではない。「火車」とは葬送の際ににわかに雷雨や暴風雨が発生し死体を奪い取っていく妖怪の一種であり、生前に悪業を積んだ者の臨終には火ノ車が迎えに来る仏教説話にも由来したものである。また後世にはこの妖怪は魍魎（くわしゃ）という妖怪、もしくは老猫と同種と考えられていた。本作はこれら火車を切ったことから名付けられたと考えられる。
本作は古くから米沢上杉家に伝来していたようであり、『上杉家腰物帳』には本作について「御重代三十五腰の内」と記されている。これは刀剣を非常に愛していた上杉景勝が家中に数百振ある刀剣から、自身が選んで秘蔵していた名刀35腰の一つに選ばれたことが示されている。2015年（平成27年）に大谷功によって静岡県三島市にある佐野美術館に寄贈された。

## 作風

### 刀身
鍛えは、板目（いため、板材の表面のような文様のうち詰まったもの）に杢目（もくめ、木材の木目のような文様）交じり、地沸（じにえ、平地の部分に鋼の粒子が銀砂をまいたように細かくきらきらと輝いて見えるもの）が厚くつき地景入り、飛び焼きや棟焼きも入る。
刃文（はもん）は丁子や互の目（ぐのめ、丸い碁石が連続したように規則的な丸みを帯びた刃文）が交じり、足・葉が盛んに入り、沸つよく、金筋・砂流しが盛んに入りにぎやかな刃文である。彫物は梵字や三鈷柄剣（さんこづかけん、インド密教の法具であり不動明王を示すもの）、護摩箸（2本の細く短めの溝を平行に彫ったものであり、護摩を焚く際に使う鉄箸から転じて不動明王の象徴である）が彫られている。

### 外装
本作には謙信の腰刀として黒漆塗小サ刀拵が付属している。独特の形をした黒塗りの鞘（さや）、緑がかった革で巻かれた柄（つか、日本刀の持ち手部分）に小さな鐔（つば）で構成されている。

### 用語解説
- 作風節のカッコ内解説および用語解説については、個別の出典が無い限り、刀剣春秋編集部『日本刀を嗜む』に準拠する。

1. ↑  「鍛え」は、別名で地鉄や地肌とも呼ばれており、刃の濃いグレーや薄いグレーが折り重なって見えてる文様のことである[5]。これらの文様は原料の鉄を折り返しては延ばすのを繰り返す鍛錬を経て、鍛着した面が線となって刀身表面に現れるものであり、1つの刀に様々な文様（肌）が現れる中で、最も強く出ている文様を指している[5]。
2. ↑  「刃文」は、赤く焼けた刀身を水で焼き入れを行った際に、急冷することであられる刃部分の白い模様である[7]。焼き入れ時に焼付土を刀身につけるが、地鉄部分と刃部分の焼付土の厚みが異なるので急冷時に温度差が生じることで鉄の組織が変化して発生する[7]。この焼付土の付け方によって刃文が変化するため、流派や刀工の特徴がよく表れる[7]。